# Schizoparme straminea
Schizoparme straminea är en svampart som beskrevs av Shear 1923. Schizoparme straminea ingår i släktet Schizoparme och familjen Schizoparmaceae.   Inga underarter finns listade i Catalogue of Life.